# A Bride of Mystery
A Bride of Mystery est un film muet américain réalisé par Francis Ford et sorti en 1914.

## Synopsis
Les expériences d'un docteur semblent devenir de réelles réussites, au moment où il sauve de la mort une jeune fille…

## Fiche technique
- Réalisation : Francis Ford
- Scénario : Grace Cunard
- Durée : 30 minutes
- Date de sortie : États-Unis : 10 février 1914

## Distribution
- Francis Ford : le détective
- Grace Cunard : la comtesse
- Harry Schumm (en) : l'hypnotiseur
- Edgar Keller
- Fred Montague
- Eddie Boland